# FitoSERM
FitoSERM (fito = planta, SERM = modulador seletivo dos receptores de estrogênio) é o termo médico utilizado para descrever substâncias derivadas de plantas com atividade tipo SERM cientificamente comprovada, de maneira similar a drogas sintéticas da mesma categoria.

## Mecanismo de ação
Assim como os SERM, fitoSERMs agem seletivamente como agonistas ou antagonistas dos receptores de estrogênio, possibilitando a estimulação ou inibição de atividade tipo estrogênio em diferentes tipos de tecido corporal. A base molecular para a discriminação entre estrogênio endógenos e exógenos reside na variabilidade dos subtipos de receptores de estrogênio. Este mecanismo de ação dos fitoSERMs resulta em um perfil farmacológico mais seguro em comparação à terapia de reposição hormonal, visto que os tecidos são atingidos com maior precisão, reduzindo drasticamente os riscos de efeitos adversos.

## Membros desta categoria
Femarelle (DT56a) – um fitoSERM usado para o tratamento de sintomas da menopausa e saúde óssea.